# قائمة المسائل غير المحلولة في الفيزياء
بعض المسائل الرئيسية التي لم تُحل في الفيزياء هي نظرية، وهذا يعني أن النظريات الموجودة تبدو غير قادرة على تفسير ظاهرة معينة ملحوظة أو نتيجة تجريبية. مما يعني أن هناك صعوبة في إنشاء تجربة لاختبار نظرية مقترحة أو التحقيق في ظاهرة بمزيد من التفصيل.
لا يزال هناك بعض أوجه القصور في النموذج القياسي للفيزياء، مثل أصل الكتلة، وتذبذبات النيوترينو، وعدم تناسق المادة المضادة، وطبيعة المادة المظلمة والطاقة المظلمة. تكمن مشكلة أخرى في الإطار الرياضي للنموذج القياسي نفسه النموذج القياسي غير متسق مع النظرية النسبية العامة، لدرجة أن إحدى النظريات أو كلاهما تنهار في ظل ظروف معينة (على سبيل المثال ضمن اختصارات الزمكان المعروفة مثل الانفجار العظيم ومراكز الثقوب السوداء وراء أفق الحدث).

## مسائل غير محلولة حسب المجال
إما أن تكون المسائل التالية هي مسائل نظرية أساسية، أو أنها أفكار نظرية تنقصها الأدلة التجريبية. بعض هذه المسائل مترابطة ببعضها بشكل قوي. على سبيل المثال، إذا حُلت مسألة الأبعاد الإضافية أو التناظر الفائق فأنها قد تحل المسألة الهرمية. يُعتقد بأن النظرية الكاملة للثقالة الكمومية تكون قادرة على إجابة الكثير من هذه المسائل (ما عدا مسألة جزيرة الثبات).

### الثقالة الكمومية،علم الكون،والنسبية العامة

توزيع المادة و الطاقة المظلمتين على مستوى الكون

كارثة الفراغلماذا تكون كتلة الفراغ الكمي المتنبأ بها ذات تأثير ضئيل على توسع الكون؟
ثقالة كموميةكيف يمكن للثقالة والنسبية العامة أن تكونا نظرية الحقل الكمومي؟ وهل نظرية الأوتار (نظرية إم) هي السبيل الصحيح لتكوين نظرية الحقل الكمومي؟
الثقوب السوداء، ومفارقة المعلومات على متن الثقوب السوداء، و إشعاع الثقوب السوداءهل تنتج الثقوب السوداء اشعاع حراري؟ وهل يحمل هذا الإشعاع معلومات حول بنيتها الباطنية؟
الأبعاد الإضافيةهل للطبيعة أكثر من 4 أبعاد زمكانية؟ وماهو حجمها إن وجدت؟ وهل الأبعاد خاصية أساسية للكون أم أنها نتائج منبثقة عن القوانين الفيزيائية؟
تضخم كونيهل نظرية التضخم الكوني صحيحة ؟ وماهي تفاصيل هذا الأمر إن صح ؟
أكوان متعددةهل هناك أسباب فيزيائية للاعتقاد بوجود اكوان أخرى غير مرئية؟
فرضية الرقابة الكونية وحدسية حماية التسلسل الزمنيهل يمكن للانفرادية المعروفة «بالانفرادية المكشوفة» ان تنتج عن شروط ابتدائية واقعية؟
مستقبل الكونهل الكون يتجه نحو التجمد والانكماش؟ أو نحو التمزق الكبير؟ أو الانكماش ذو أبعاد متباينة ؟ أو الارتداد الكبير؟ أم هو نموذج يذكر موضوعه كونيا بحسب مبادئنا الحياتية ؟
موجة الجاذبيةهل يمكن رصد موجات الجاذبية؟ ( تم إعلان رصد موجات الثقالة عام 2016 ).
معضلة الثابت الكونيلم طاقة نقطة الصفر في الكون لا تسبب أي تغير أو تأثير على مستوى الكون ؟
المادة المظلمةماهي المادة المظلمة ؟ هل هي جسيمات ؟ و هل هي النظير الفائق الأخف (LPS)؟
الطاقة المظلمةماهو سبب التوسع أو تسارع توسع الكون ؟
عدم تناسق الباريونلماذا توجد المادة أكثر بكثير من المادة المضادة في الكون؟

### فيزياء الطاقة العالية/فيزياء الجسيمات

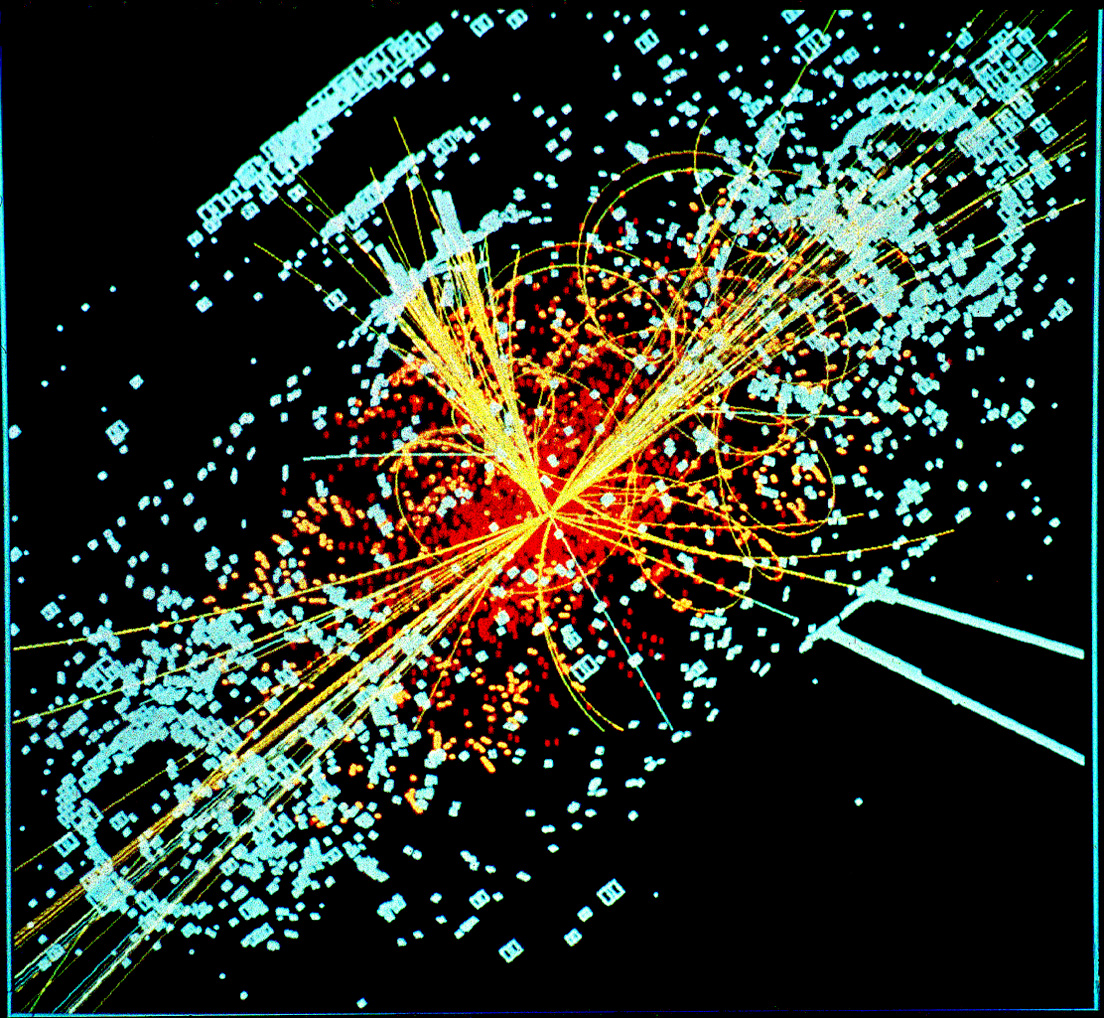
محاكاة لكيفية ظهور بوزون هيجز في كاشف لولب مركب للميون في مصادم الهادرونات CERN.

ميكانيكية هيغزهل توجد جسيمات هيجز؟
«تم إثبات وجود جسيمات بوزونات هيجز في الرابع من يوليو 2012 ضمن تجربة سيرن»
المسألة الهرميةلماذا الجاذبية كقوة من القوى الكونية ضعيفة في بعض من الحقول الكولومية ؟
جزيرة الثباتماهي أثقل ذرة مستقرة ممكنة ؟
أحادي القطب المغناطيسيهل توجد جسيمات حاملة للشحنة المغناطيسية (هل يمكن وجود مغناطيس أحادي القطب)؟
تحلل البروتون والتوحيدكيف يمكن توحيد التفاعلات الثلاث للنظرية الكمومية؟
تماثل فائقهل التماثل الفائق للزمان والمكان (زمكان) ملحوظ في الطبيعة؟
كتلة النيترينوماهي كتلة النيترينو وكم تبلغ نسبتها على مستوى الكون ؟

### الفيزياء الفلكية (الفيزياء الكونية)
السوبرنوفاماهي الآلية الدقيقة لانهيار النجوم أو المسماة بالسوبرنوفا ؟
مشكلة دوران المجرةهل المادة المظلمة هي المسؤولة عن الاختلاف النظري والقياسي التجريبي في سرعة دوران النجوم حول مركز المجرة؟ أم هو شيء آخر؟
أصل المجال المغناطيسيماهو الأصل الجذبوي للمجال المغناطيسي؟
أزمة إنتاج الفوتونلماذا المجرات تنتج الأشعة فوق البنفسجية بمعدل أقل خمس مرات من المتوقع؟
هدير الفضاءلم صوت هدير الفضاء أعلى بست مرات من المتوقع؟ وما هو مصدر هدير الفضاء؟

### الفيزياء الذريةوالجزيئية
ذرة الهيدروجينماهو الحل لمعادلة شرودنجر لذرة الهيدروجين في الحقول الكهربائية والمغناطيسية ؟
الهيدروجين الميونيهل يتعارض نصف قطر الهيدروجين الميوني مع نصف قطر الهيدروجين العادي ؟

### مسائل أخرى
ميكانيكا الكم في حدود الانسجامهل هناك تفسير أفضل للميكانيكا الكمومية ؟
معلومات فيزيائيةهل هناك ظواهر فيزيائية مثل الثقوب السوداء أو انهيار الدالة الموجية التي يمكن ان تدمر معلومات حالاتها السابقة؟
نظرية كل شيءهل هناك نظرية تفسر جميع قيم الثوابت الفيزيائية؟ وهل هذه الثوابت متغيرة نسبيا للزمن ؟

## وصلات خارجية
- ما هي مسائل الفيزياء والفيزياء الفلكية التي تبدو الآن مهمة ومثيرة للاهتمام؟ (بالإنجليزية)